# Convoy de la Victoria
El conocido como Convoy de la Victoria fue un enfrentamiento aeronaval en aguas del estrecho de Gibraltar que tuvo lugar el 5 de agosto de 1936 durante la guerra civil española, entre fuerzas sublevadas, que pretendían romper el bloqueo del Estrecho y transportar tropas y material desde el norte de África a la España peninsular, y tres de las unidades de la Marina de Guerra de la República Española que bloqueaban el Estrecho.

## Situación inicial
Ante la insistencia del general Franco, de la urgente necesidad de transportar a las tropas del norte de África para poder actuar como refuerzos y consolidar los avances conseguidos en la península por los sublevados, se planeó una acción en principio descabellada, por la falta total de escoltas y por el desconocimiento del general del Ejército de tierra, que no valoraba en principio las diferencias entre la escuadra gubernamental y las unidades disponibles en ese momento para los sublevados [cita requerida], el cañonero Eduardo Dato, el guardacostas Uad Kert y el viejo torpedero T-19, que iban a ser la única escolta del convoy. Frente a estos tres buques o en las cercanías, se encontraban el acorazado Jaime I, los cruceros: Cervantes y Libertad, los destructores: Sánchez Barcaiztegui, Almirante Ferrándiz, José Luis Díez, Churruca, Lepanto, Alcalá Galiano y Lazaga, cinco submarinos: Isaac Peral (C-1), C-2, C-3, C-6 y B-5, y algunos patrulleros de poco valor militar similares al Uad-Kert.
Según Michael Alpert la decisión del general Franco no era tan descabellada, sino que se basaba en su confianza «en la hasta entonces desconocida eficacia de la aviación contra una flota de guerra en alta mar y en la impericia de las dotaciones republicanas, las cuales, según los observadores, navegaban en zig-zag y huían en cuanto eran atacadas». Además se escogió el «momento de máxima dispersión enemiga», pues el 5 de agosto «la mayor parte de la flota repostaba combustible, efectuaba reparaciones o se encontraba alejada del Estrecho: seria equivocación que indica la ausencia de poder de decisión y de una información adecuada».
Anteriormente al embarque de tropas en los mercantes, se produjeron conversaciones entre el comandante del Eduardo Dato, el general Alfredo Kindelán, y Francisco Franco, en las cuales, se le expuso la posibilidad de perder a todos los hombres embarcados y los buques, si un solo destructor gubernamental se interponía en su camino, pues estos destructores eran lo suficientemente superiores como para poner fuera de combate o hundir cualquiera de los buques, y no hubieran supuesto problema alguno para un destructor. Franco, sin embargo, mantuvo su decisión.
El general Kindelán ordenó el apoyo aéreo de todas las fuerzas disponibles para ayudar o alertar con la vigilancia aérea al comandante del cañonero, a fin de que este pudiera tomar las decisiones oportunas.
Para la acción, se alistaron dos viejos hidroaviones Dornier Wal, seis Breguet 19, dos cazas Nieuport, tres Fokker F.VII civiles, tres Savoia 81, dejando como reserva a otros tres Breguet 19 y tres Savoia 81. "La tarea de la aviación era mantener una patrulla constante para embotellar las unidades de la flota republicana que se hallaban en Tánger y en Málaga. Las patrullas se efectuarían desde las 6 de la mañana y a alturas entre 200 y 1500 metros según los aviones".

## Los preparativos
Al estar el puerto de Ceuta vigilado por los buques gubernamentales que se iban turnando, se realizó el embarque de la tropa en la noche del 4 al 5 de agosto. En el Ciudad de Algeciras se embarcaron a 1200 hombres de la Legión; en el Ciudad de Ceuta, 350 soldados de Regulares, con 100 toneladas de explosivos y de municiones de diferentes calibres, seis cañones de 105 mm y dos ambulancias; y en el remolcador Arango, lo hicieron unos 50 Regulares. En total, 1600 hombres, 6 cañones de campaña, 100 toneladas de munición y dos ambulancias.

## La acción
Tras amanecer, con el cielo cerrado pero la mar en calma, despegaron desde el aeródromo de Sania Ramel varios aviones con la misión de explorar, en primer lugar, las aguas más cercanas, para ir abriendo sucesivamente los círculos de exploración para detectar la posición de los buques gubernamentales. 
Los aviones detectaron al destructor Lepanto, que fue atacado por los Breguet y uno de los Dornier a las 7 de la mañana. El destructor recibió el impacto de una bomba que causó un muerto y cinco heridos, por lo que se vio obligado a entrar en Gibraltar. Allí desembarcó a los heridos, pero al no obtener permiso para realizar el sepelio del fallecido, puso rumbo a Málaga a las 9:30 horas.

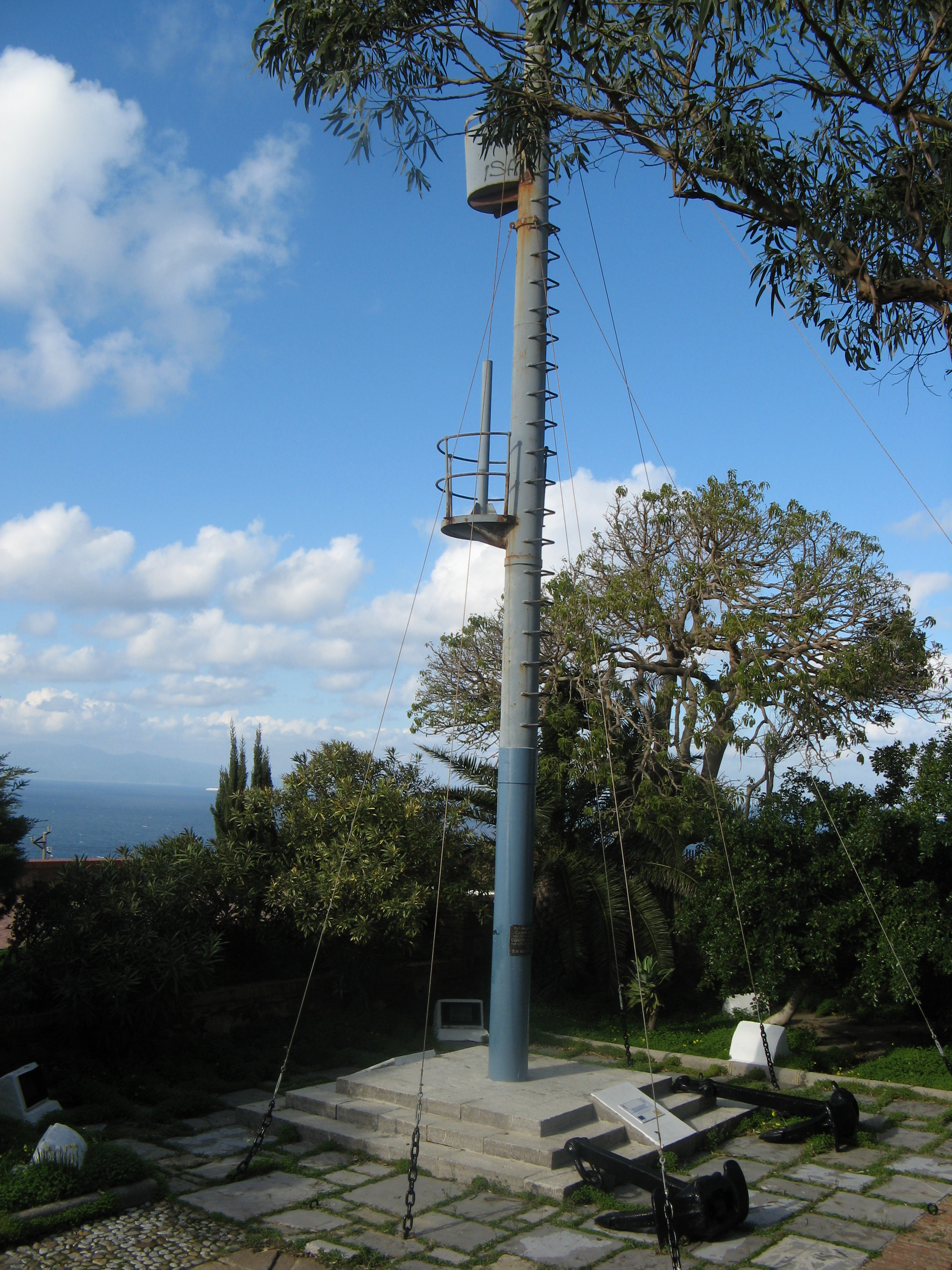
Mástil del cañonero Eduardo Dato, que formó parte del monumento al Convoy de la Victoria hasta 2010. Fue retirado en cumplimiento de la Ley de la Memoria Histórica.

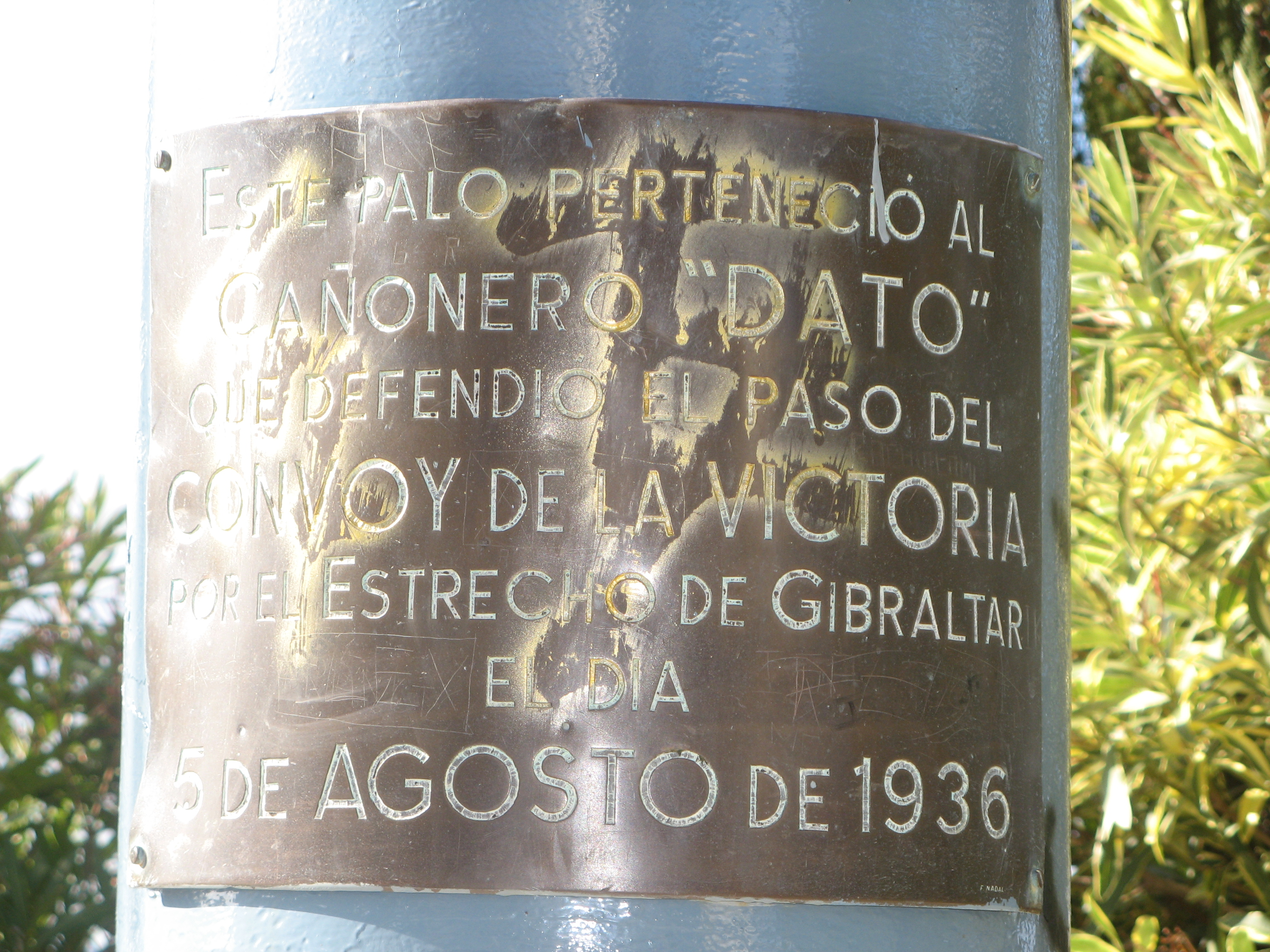
Inscripción conmemorativa en el mástil.

Los aviones fueron localizando a más buques, pero a distancias que no les daría tiempo material de poder interceptar al convoy, incluso había algunos en Tánger. Por ello a las 7:20 uno de los Savoia dio la señal de que el estrecho estaba libre de enemigos.
A las 7:30, el Uad Kert zarpó seguido del Eduardo Dato, pero inmediatamente se recibió orden de parar la operación, por lo que el cañonero quedó a la altura del patrullero que ya estaba fuera de puerto. La paralización se debía a la presencia repentina del destructor Churruca, al que se había ordenado sustituir al Lepanto. Por consiguiente, se paralizó la operación hasta las 15:30.
Mientras el Lepanto se hacía a la mar desde Gibraltar, volvió a ser atacado por la aviación, motivo por el cual, el Churruca le prestó apoyo en su camino a Málaga. Los dos destructores fueron bombardeados por los aviones S-81 italianos, ataques que fueron contestados hasta agotar sus municiones. El destructor Almirante Valdés fue también alcanzado por una bomba de un S-81, sufriendo importantes averías. El problema estribaba en que la aviación republicana no había aparecido, de lo que se quejó el mando de la flota en Málaga al ministro de la Guerra, ya que «los destructores eran impotentes, posiblemente por falta de disciplina, pero más probablemente por falta de entrenamiento, para defenderse de los ataques de los Savoia, con sus cinco ametralladoras y sus seis posibles combinaciones de bombas, incluso 28 bombas de 50 kg o 16 de 100 kg».
A las 15:30, se volvió a realizar la vigilancia aérea de la zona, por lo que a las 16:30 se recibió la orden de comenzar a levar anclas. Se hicieron a la mar el Uad Kert, el Eduardo Dato, el T-19, el remolcador Arango y el remolcador Benot, seguidos de los mercantes Ciudad de Algeciras y Ciudad de Ceuta. El cargamento del convoy era de 3000 hombres y gran cantidad de municiones, además de una batería de 105 mm, cuatro morteros, material de transmisiones, transportes y 1200 granadas.
Fueron formando una línea, conforme iban saliendo del puerto, pero la orden era la de que cada buque navegara a su máxima velocidad, sin guardar formación alguna. Ello provocó que fueran quedando descolgados los más lentos, por lo que el más rápido de los buques de la escolta, el Eduardo Dato, tenía que ir recorriendo una línea cada vez más larga una y otra vez.
En ese momento, el viento de Levante comenzó a aumentar su velocidad, lo que puso las cosas muy difíciles al remolcador Benot, que cargado con 80 cajas de municiones y cuatro cañones, comenzó a embarcar agua a más velocidad de la que era capaz de desembarcarla, ya que al contrario que el Arango, no era un remolcador de altura, por lo que se optó por regresar a Ceuta, al haber recorrido aún poca distancia.
A poniente del Estrecho estaba de vigilancia el destructor Alcalá Galiano, que avistó al convoy, por lo que se dirigió directamente hacia él, rectificando el rumbo para evitar el fuego de las baterías de costa de Ceuta. El Alcalá Galiano no había sido detectado por la aviación de los sublevados por encontrarse patrullando a la altura del cabo de Trafalgar.
En ese momento el Eduardo Dato, que se hallaba unas cinco millas de Punta Carnero, al oír los disparos de la batería de costa, detectó al destructor que se acercaba a toda máquina y disparando sus piezas principales de 120 mm de proa desde la altura de Tarifa, sobre el buque que encabezaba el convoy, el Ciudad de Algeciras, a unos diez mil metros, sin dar en el blanco. Por esta razón, el Eduardo Dato viró a babor, saliendo de la fila y maniobrando para interponerse entre el Alcalá Galiano y el convoy, a la vez que abría fuego con sus piezas de 101,6 mm, que en ese momento estaban a su alcance máximo.
El Alcalá Galiano, que se había centrado al mercante, se vio en la necesidad de dirigir su fuego contra el cañonero; mientras que en apoyo de este abrió fuego sobre el Alcalá Galiano la batería de costa de Punta Carnero, con dos obuses de 155 mm, aunque con nulo acierto, por estar fuera de su alcance efectivo, al ser los obuses piezas artilleras de muy corto alcance.
El destructor aumentó más la velocidad, con la intención de pasar por la popa del último buque del convoy. En este momento se había centrado al cañonero y en su rumbo se iba a encontrar con los buques de popa del convoy, el guardacostas Uad Kert y el remolcador Arango.
Entonces todos  estaban a merced del destructor. El Uad Kert intentó aliviar al cañonero y abrió fuego con su única pieza de 76 mm junto al T-19, que lo hizo con sus tres piezas de 47 mm, sobre el Alcalá Galiano. A bordo del Arango, el comandante de los Regulares ordenó a estos que efectuaran fuego de fusilería y que calaran las bayonetas, por si se producía una oportunidad de entrar al abordaje en el destructor.
Al realizar la maniobra el Alcalá Galiano, el Eduardo Dato viró a estribor con la intención de continuar el combate y descentrarse del enemigo, por lo que se encontraron en rumbos paralelos y de la misma vuelta.
El fuego del Eduardo Dato se fue haciendo más preciso al ser más cortas las distancias, y aunque el Alcalá Galiano parecía que tenía la intención de entrar en la bahía de Algeciras, tras sufrir algún impacto del Eduardo Dato, al que de improvisto se le sumaron desde el aire los dos Dornier, que lanzaron al destructor 18 bombas de 11,4 kg de peso.
El destructor, al verse casi acorralado, con el preciso fuego del Eduardo Dato y el ataque de los aviones, casi a la altura de Punta Europa, dejó de disparar al agotarse las municiones antiaéreas, y manteniendo su velocidad, puso rumbo a Málaga y rompió el contacto. Según un radio captado, el Alcalá Galiano, cuyo comandante era el teniente de navío Eugenio Calderón, había sufrido 18 muertos y 28 heridos graves.
Ya en el puerto de Algeciras, faltaba por entrar el Eduardo Dato, que fue el último en atracar, detectándose en ese momento un destructor que entraba en la bahía. A pesar de estar tensadas las maromas, el Eduardo Dato abrió fuego sobre él, pero solo efectuó tres disparos, que cayeron a corta distancia del destructor, que resultó ser el británico HMS Basilisk, que entraba en su base del Peñón, que por su gran parecido con los destructores de la clase Churruca se había confundido con uno de los gubernamentales.

## Situación posterior
El convoy transportó en total a las siguientes unidades y materiales del bando sublevado:
- 1ª Bandera del Tercio,
- Plana Mayor de la 1ª Bandera del Tercio
- Sección de Transmisiones de la 2ª Bandera del Tercio.
- 3º Tabor de Regulares y personal del 3º Tabor de Regulares de Larache.
- Material de transmisiones.
- 1200 proyectiles de artillería.
- Dos ambulancias.
- 76 hombres de la sección de automovilismo.
- Una estación radiomóvil.
- Dos millones de cartuchos de fusil.

En represalia por el paso del convoy, el 7 de agosto las principales unidades navales republicanas, el acorazado Jaime I y el crucero Libertad, junto a dos destructores, atacaron las baterías costeras y al Eduardo Dato en la ciudad de Algeciras, dejando a este inutilizado por un incendio casi hasta el final del conflicto, y al Uad Kert por un impacto en la caldera. «El acorazado y el crucero habían hecho acto de presencia inutilizando dos barcos de guerra, silenciando las baterías de costa incapaces de responder a los 30,5 del acorazado y causando destrozos en el muelle y en la ciudad.»
Por su parte el crucero Miguel de Cervantes bombardeó Cádiz y el destructor Almirante Valdés, Larache. El 13 de agosto dos bombarderos Ju-52 alemanes alcanzaron al acorazado Jaime I, causándole daños de alguna importancia, lo que motivó represalias en el crucero Libertad, donde fueron asesinados varios oficiales que estaban allí detenidos por intentar sumarse a la sublevación de julio.
El control del paso del Estrecho siguió en manos gubernamentales hasta la decisiva batalla del Cabo Espartel.